# Igor Demo
Igor Demo (ur. 18 września 1975 w Nitrze) – słowacki piłkarz występujący na pozycji pomocnika.
Na Słowacji reprezentował barwy dwóch klubów: FC Nitra i Slovana Bratysława. W 1998 roku przeniósł się do holenderskiego PSV Eindhoven, a rok później został zawodnikiem występującej w Bundeslidze Borussii Mönchengladbach. W 2005 roku został zawodnikiem austriackiego Grazer AK, a w 2006 roku grał ponownie w zespole FC Nitra. W jego barwach zakończył karierę (latem 2006).
W reprezentacji Słowacji Demo rozegrał 24 mecze i strzelił 4 gole.